# Kungshögen (Bolmsö)

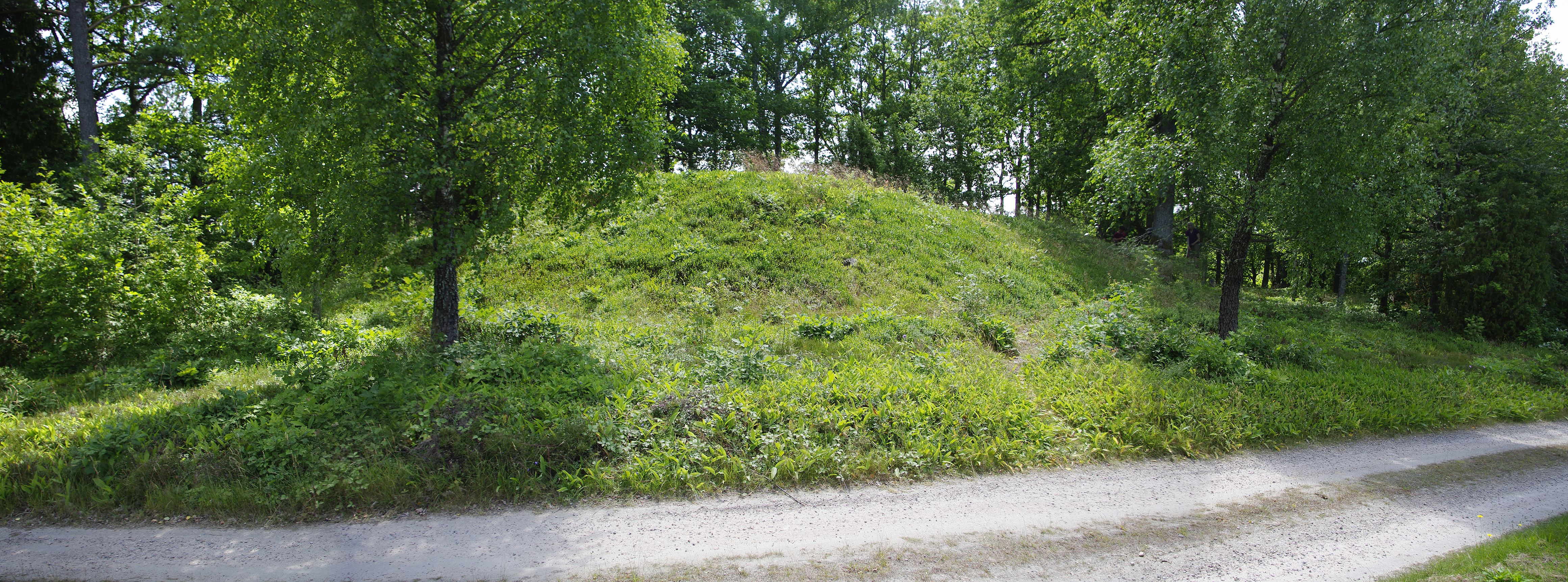
Der Kungshögen auf Bolmsö

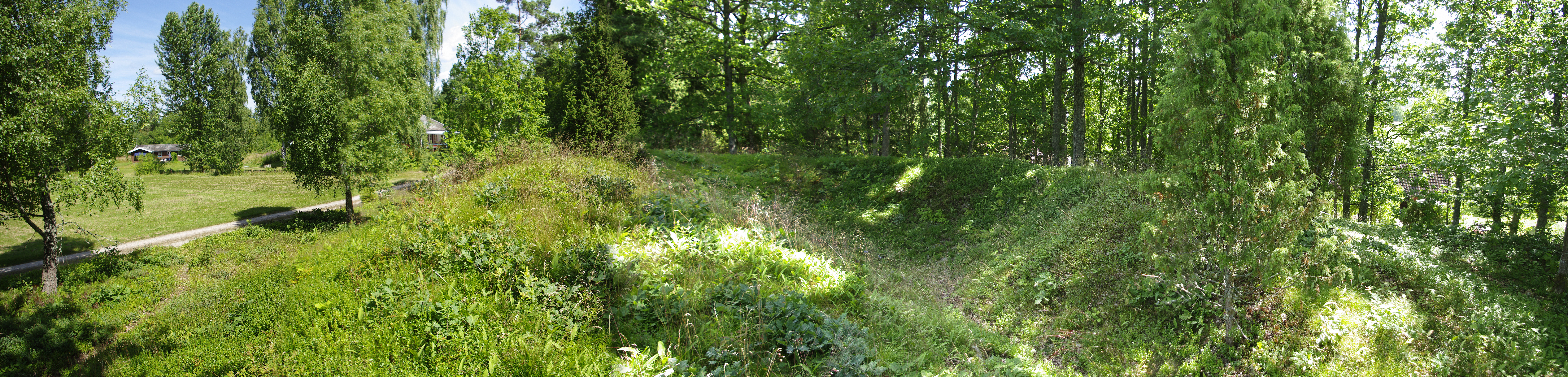
Kungshögen auf Bolmsö – der Ausgrabungskrater

Der Kungshögen ist ein Grabhügel beim Weiler Skeda, auf der Nordostseite der Insel Bolmsö im See Bolmen in Småland in Schweden.
Auf Bolmsö liegen fast 500 vorzeitliche Monumente. Die Gräberfelder befinden sich in Strandnähe entlang der langen Ostküste. Eine Ausnahme ist ein Komplex im Nordwesten. Dominant sind kleine Grabhügel. Der Wasserstand im See ist heute etwa zwei Meter niedriger als in der Vergangenheit. Das bedeutet, dass die Grabhügel von Anfang an am Wasser lagen.
Der Kungshögen (deutsch „Königshügel“) liegt als östlichstes Grab in einem hochgelegenen Gräberfeld mit zehn Großhügeln, die auf einem schmalen Grat im Nordosten der Insel liegen. Weitere Denkmäler sind drei kleinere Hügel und sechs Bautasteine. Der Name Kungshögen taucht hier erstmals in der Mitte des 19. Jahrhunderts auf. Der dominante Hügel wurde auch mit Sagen und Legenden in Verbindung gebracht. Der Hügel und die Grabstätten wurden früher „Kung Rings hög“ oder „Tiehögarna“ genannt. Man wollte ihn auch mit Hergrim in Verbindung bringen, der der Legende nach der Sohn Arngrims und ein Magier war, der auf Bolmsö lebte.
49 Gräber auf diesem und nahegelegenen Gräberfeldern wurden von archäologischen Laien wie L. F. Palmgren in den 1870er Jahren und F. J. Enstream in den 1910er Jahren untersucht. Die meisten gehörten in die Wikingerzeit (800–1050 n. Chr.) Im Vergleich mit dem Rest des Finnveden hatte Bolmsö zeitgenössisch einen höheren Status. Eines der Gräber, die Eneström untersuchte, war reich an Gegenständen. Unter anderem fand er 26 Bronzeknöpfe, zwei Guldgubber, einen goldenen Ring und andere kleine Gegenstände aus Gold sowie einen Speer.

Kungshögen auf Bolmsö
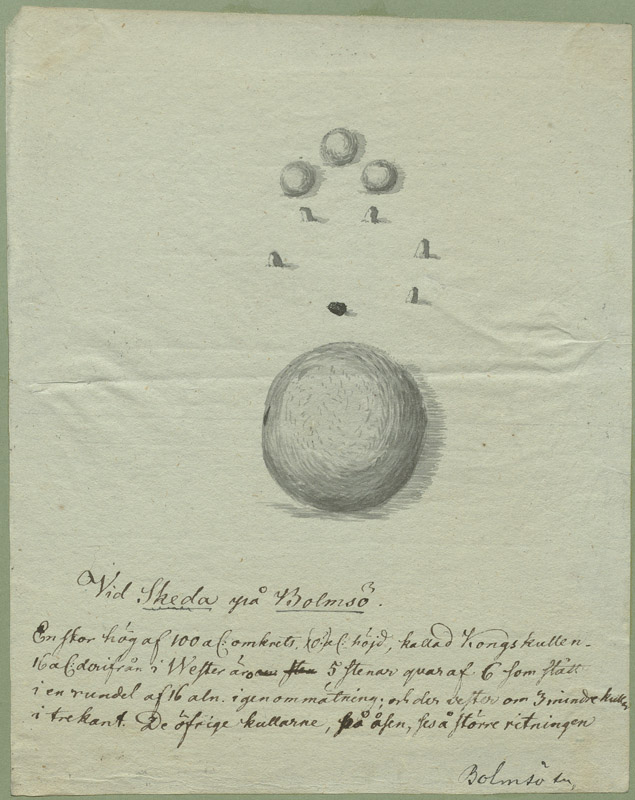
Kungshögen auf dem Gräberfeld von Skeda. Zeichn. Sammlung Liljegren[2] Anfang des 19. Jahrhunderts
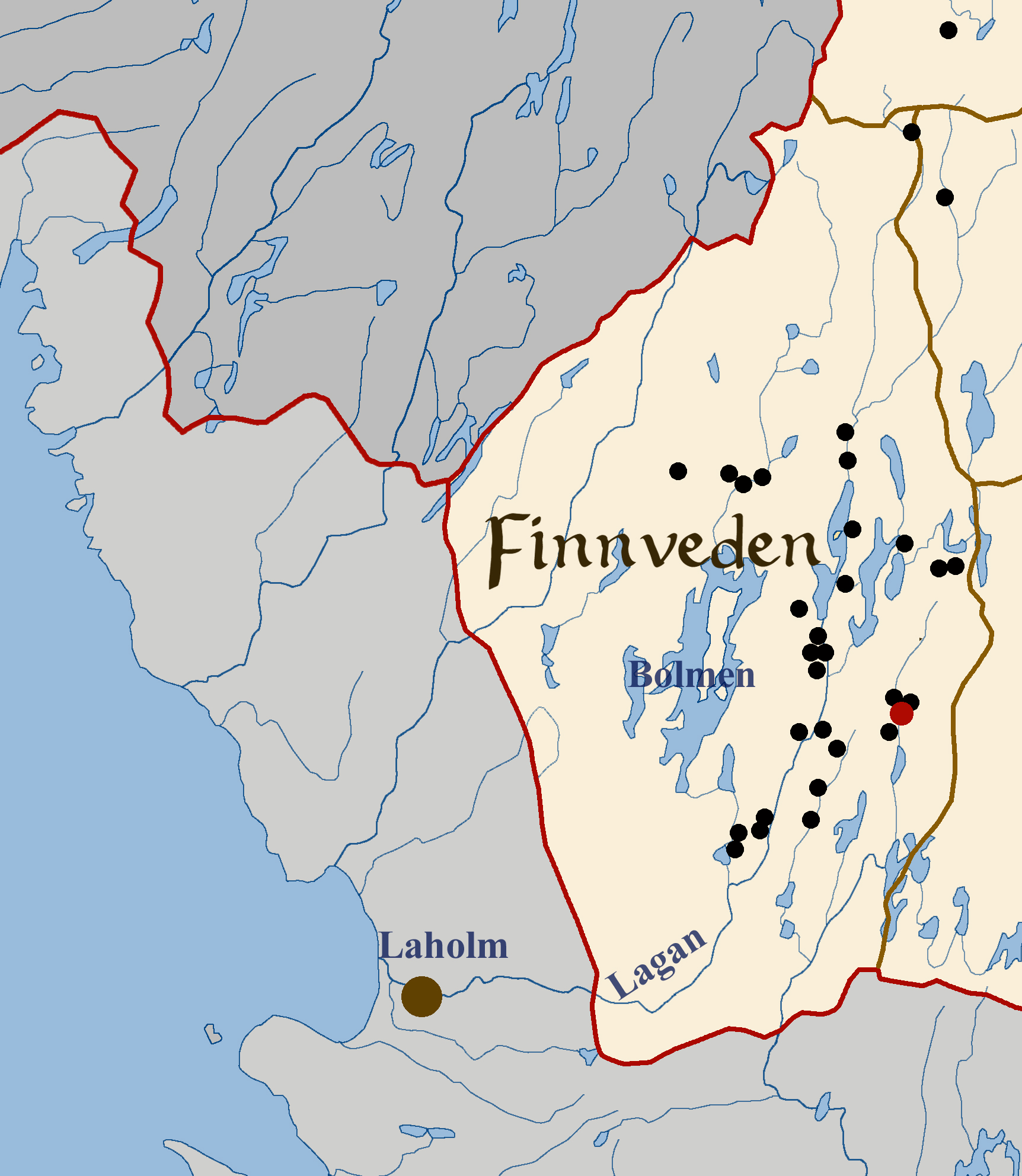
Karte des Finnveden
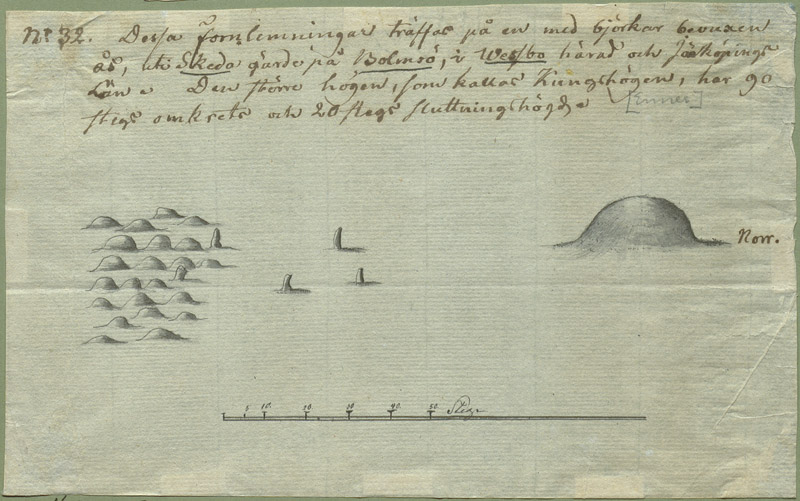
Kungshögen auf dem Gräberfeld von Skeda. Zeichn. Sammlung Liljegren Anfang des 19. Jahrhunderts

Der Hügel wurde 1865 bei einem Plünderungsversuch schwer beschädigt. Der Bauer Johan aus Häringe grub bis auf den Grund des Hügels, um einen Schatz zu finden. Er fand eine Steinkiste voller Sand.
Anhand der Denkmäler und Funde ist das Gebiet im Nordosten der Insel als altes Zentrum erkennbar. Der Mangel an Runensteinen auf der Insel weist aber darauf hin, dass die Bedeutung des Gebietes in der späten Wikingerzeit zurückging.